# Campionato italiano di ciclismo su strada 1935
Il Campionato italiano di ciclismo su strada 1935 si svolse su nove prove dal 17 marzo al 20 ottobre 1935 e vide l'affermazione di Gino Bartali.

## Calendario
| Data         | Prova                                     | Vincitore         | Squadra          |
| ------------ | ----------------------------------------- | ----------------- | ---------------- |
| 17 marzo     | Milano-Sanremo (1935)                     | Giuseppe Olmo     | Bianchi          |
| 14 aprile    | Giro di Toscana (1935)                    | Mario Cipriani    | Frejus           |
| 22 aprile    | Giro di Campania (1935)                   | Learco Guerra     | Maino-Girardengo |
| 5 maggio     | Giro del Piemonte (1935)                  | Aldo Bini         | Maino-Girardengo |
| 25 agosto    | Giro di Romagna (1935)                    | Learco Guerra     | Maino-Girardengo |
| 1º settembre | Giro del Veneto (1935)                    | Vasco Bergamaschi | Maino-Girardengo |
| 15 settembre | Giro delle Due Province di Messina (1935) | Gino Bartali      | Frejus           |
| 29 settembre | Coppa Bernocchi (1935)                    | Gino Bartali      | Frejus           |
| 20 ottobre   | Giro di Lombardia (1935)                  | Enrico Mollo      | Gloria           |

## Classifica
| Pos. | Corridore          | Squadra | Punti |
| ---- | ------------------ | ------- | ----- |
| 1    | Gino Bartali       | Frejus  | 24,5  |
| 2    | Aldo Bini          | Maino   | 20,5  |
| 3    | Vasco Bergamaschi  | Maino   | 15,5  |
| 4    | Giuseppe Olmo      | Bianchi | 13    |
| 5    | Rinaldo Gerini     | Maino   | 12,5  |
| 5    | Learco Guerra      | Maino   | 12,5  |
| 7    | Enrico Mollo       | Gloria  | 9,5   |
| 8    | Mario Cipriani     | Frejus  | 8     |
| 9    | Fausto Montesi     | Gloria  | 7     |
| 10   | Giuseppe Martano   | Frejus  | 6,5   |
| 10   | Isidoro Piubellini | Legnano | 6,5   |